# Pilgrims’ Way

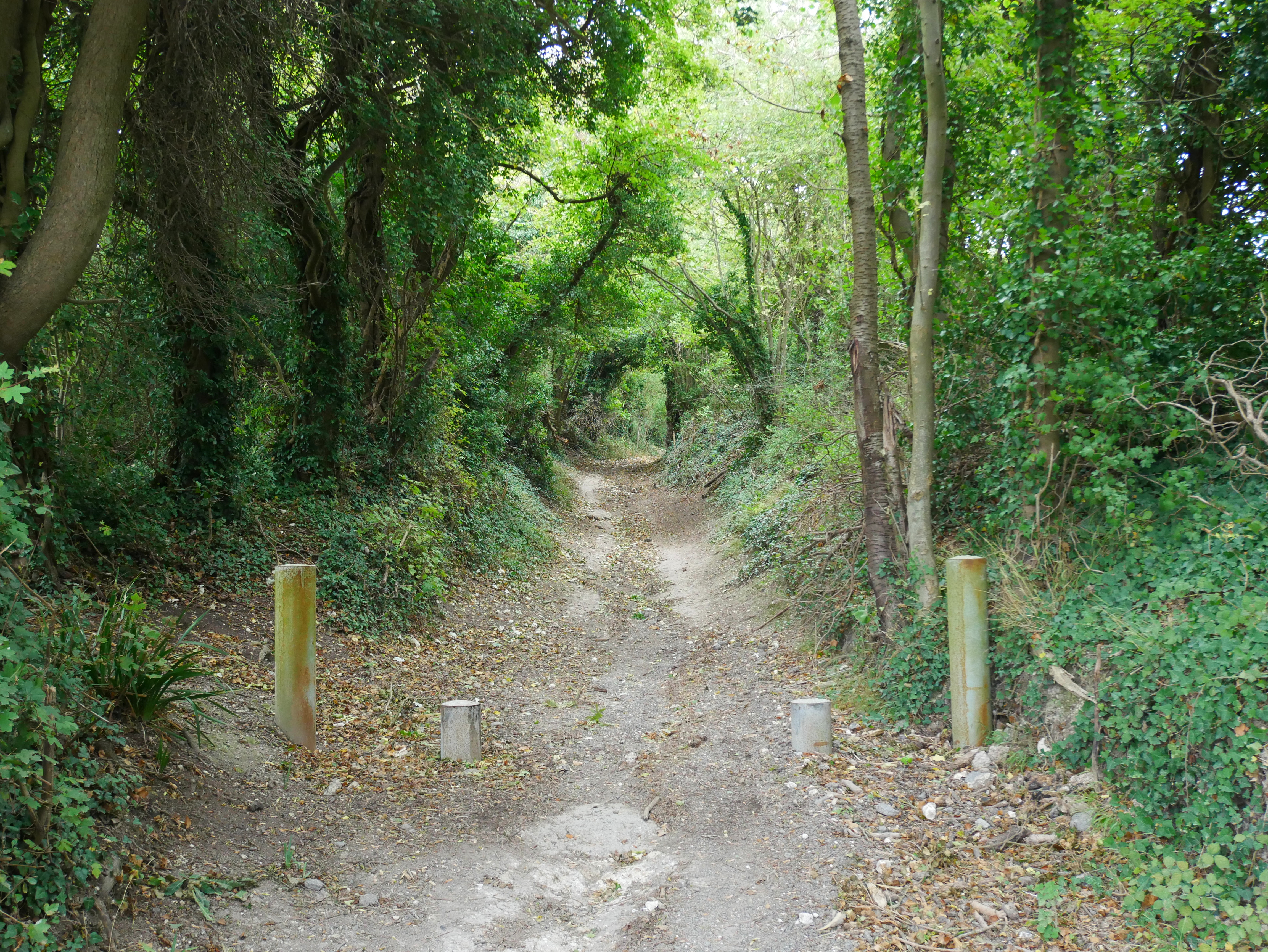
Pilgrims’ Way südlich des White Horse Stone.

Der Pilgrims’ Way (Pilgerweg) ist ein etwa 213,4 km langer Weg, der von Pilgern von Winchester in Hampshire zum Grabmal Thomas Beckets in Canterbury in Kent genommen wurde. Winchester war ein Bistum, und auch die ehemalige Hauptstadt Englands bis zum 11. Jahrhundert. Beckets Grabmal war das wichtigste im Land, erst recht nach seiner Heiligsprechung 1173 bis zur Auflösung der Klöster 1538, und zog Pilger von nah und fern an.

## Route
Der Straßenname ist etwas irreführend, da die Strecke einer alten Straße aus keltischer Zeit (500–450 v. Chr.) entspricht, die in Ost-West-Richtung bis zu südlichen Hängen der North Downs verlief. Dabei nutzte sie die natürlichen Gegebenheiten, vermied die klebrigen Lehmböden in den Tälern genauso wie das Kies-Lehm-Gemisch der Gipfel. Die Route folgte den gesamten North Downs fast bis Folkestone, dann dem Tal des Great Stour bei Chilham, um Canterbury zu erreichen.
Moderne Karten zeigen teilweise folgenden Streckenverlauf: Farnham, südlich von Guildford, nördlich von Gomshall, nördlich von Dorking und Reigate, durch Merstham, nördlich von Chaldon, Limpsfield und Westerham, durch Otford, Kemsing und Wrotham, nördlich von Trottiscliffe, Richtung Cuxton, wo der Weg den Medway durchquert.
Südlich von Rochester durchquert der Weg dann die Orte Burham, Boxley und Detling, und verläuft dann in südöstlicher Richtung zu den Orten Harrietsham und Lenham.
Weiter geht es dann Richtung Südosten entlang den Höhen der Downs an Charing vorüber nach Wye, dann verlasst der Weg die Downs, wendet sich nach Norden und folgt dem Tal des Great Stour durch Chilham und schließlich nach Canterbury.
Der North Downs Way verläuft weitgehend parallel zum alten Pilgrim's Way. Wanderern, die den Pilgrim's Way gehen wollen, wird empfohlen, dem North Downs Weg als Alternative zu folgen.